# انسياب أرضي

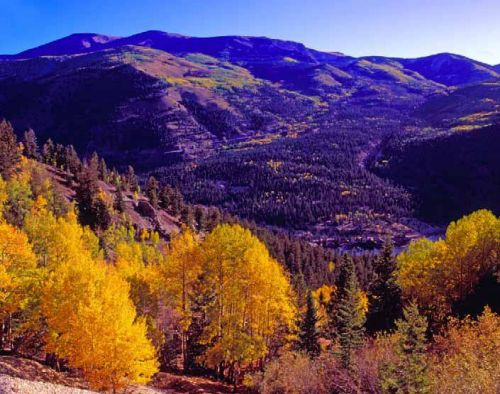
صورة لمنطقة جبال سان خوان في مقاطعة هينسدال، كولورادو، الولايات المتحدة الأمريكية والتي حدثت بها ظاهرة الانسياب الأرضي

الانزلاق أو الانسياب الأرضي (بالإنجليزية: Earth flow)‏ هو انسياب انحداري لزج لمواد ذات حبيبات ناعمة ومشبّعة بالماء تتحرّك تحت تأثير قوة الجاذبية الأرضية، وهو حالة وسطية من الحركة الانحدارية للمادة التي تكون بين الانسياب الانحداري على ميل بسيط (بالإنجليزية: downhill creep)‏ والسريان الطيني (بالإنجليزية: mudflow)‏، وتتمثل أنواع التربة المعرضة لمثل هذا النوع من الانسياب بالتربة الصلصالية (بالإنجليزية: caly)‏، والرمال الناعمة والتربة الغرينية (الطمية) (بالإنجليزية: Silt)‏ والصخور البركانية الفتاتية ذات الحبيبات الناعمة (بالإنجليزية: pyroclastic)‏.
عندما تكون مواد الأرض مشبعة بكمية كافية من الماء فإنّها سوف تبدأ بالانسياب (تسيل التربة) وتتراوح سرعة انسياب هذه المواد من كونها ملحوظة بالكاد إلى سريعة جداً، كما وتعتمد هذه السرعة على المحتوى المائي، فكلما زاد المحتوى المائي زادت سرعة التدفق (العلاقة طردية)، وبسبب اعتمادية سرعة التدفق على المحتوى المائي للتربة فإن حركتها الانحدارية يمكن أن تستغرق من دقائق لِسنوات عديدة.

## الميزات والسلوك
يعدّ الانسياب الأرضي النوع الوحيد من أنواع حركة المادة التي يمكن أن تتواجد على منحدرات التلال، وقد تمّ الاعتراف بها كحركة لها نوعها الخاص منذ أوائل القرن العشرين، كما أن الانسياب الأرضي يعدّ واحداً من أكثر أنواع حركات المادة المائعة، وتحدث على منحدرات الأرض المشبعة بالماء بكثرة مثل السريانات الطينية والسريانات المحملة بالحتات، وعلى الرغم من الشبه الكبير بين الانسياب الأرضي (بالإنجليزية: earth flow)‏ والسريانات الطينية (بالإنجليزية: mudflows)‏، إلا أن السريانات الطينية تكون أبطأ وكذلك تكون مغطاة بمواد صلبة مُحمَلة على طول مجرى السريان، كما وتحدث الانسيابات الأرضية غالباً على مواد ذات حبيبات ناعمة ولهذا السبب تكون المنحدرات المحتوية على المعادن الطينية أكثر احتماليةٍ لحدوث انسيابٍ أرضيٍّ فيها بسبب نعومة حبيباتها.
وبما أنّ الانسياب الأرضي يعتمد بشكل أساسيٍّ على المحتوى المائي للتربة، فإنٌ خطورة حدوثه تكون أكثر في المناطق الرطبة خاصةً بعد هطول أمطار غزيرة أو ذوبان الثلوج ، يشبّع ارتفاع مستوى هطول الأمطار التربة بالماء ويعمل على زيادة ضغط الماء نفسه وبالتالي يقلل من مقاومة هذه المواد للقصّ، وعندما يكون المنحدر رطباً، فإنّ ظاهرة الانسياب الأرضي سوف تبدأ بالحدوث كزحف للتربة أسفل المنحدر بسبب قلة الاحتكاك الموجودة بين المعادن الطينية، وبما أنّ تشبع المادة يزداد بازدياد كمية الماء، فإنّ المنحدر سوف ينهار في النهاية.

## السرعة
تختلف الانسيابات الأرضية في سرعاتها، وتعتمد سرعاتها بشكل جزئيٍّ على درجة لزوجة الانسياب، والتي تعنى محتوى المنحدر التلي من الماء قبل الانهيار، وكذلك على زاوية ميلان المنحدر، حيث يمكن أن تحدث ظاهرة الانسياب الأرضي على منحدرات قليلة أو شديدة الانحدار.
وكما ذُكر سابقاً فإنّ الانسيابات الأرضية تعتمد على المحتوى المائي للمواد المُنسابة، بالتالي من الممكن أن تستغرق مدّة حدوثها من بضع دقائق إلى عدّة سنوات، وقد تؤثر الانسيابات الأرضية على عدد قليل من الأمتار المربعة أو حتى عدة هكتارات في أي إطار زمنيّ.

## المخاطر والحلول
يمكن أن تسبب الانسيابات الأرضية آثاراً مفاجئة على كمية الرواسب التي تودع في نهر ما، وبالتالي هنالك احتمالية أن تؤثر على الحياة النهرية والحياة حول النهر، كما يمكن أن تسبب أضراراً للطرق والمنشآت التي بُنيت بالقرب من المنحدر الذي تحدث عليه هذه الظاهرة، هناك العديد من التقنيات للتخفيف من الأضرار الناجمة عن الانسيابات الأرضية، ولتجنب حدوثه بشكل كلي يتم تجفيف المياه على المنحدرات، خاصةً في الأماكن ذات المستويات العالية من الترسّب.

## المناطق المعرضة لحدوث هذه الظاهرة
معظم المناطق التي تكون أكثر عرضةً لخطر الانسيابات الأرضية هي: 
1. المنحدرات التي تمّ تقويضها (قطع جزء من أسفلها كالكهوف) أو المحملة بالكثير من الرواسب الناتجة من أعمال البناء البشريّة.
2. المنحدرات التي يتم تقويضها من قبل الأنهار أو مصبّ مجرى.
3. المناطق التي تتساقط عليها أمطار غزيرة أو تتعرض لذوبان الثلوج.
4. منحدرات التلال التي تتكون من التربة الصلصالية، أو غيرها من المواد ذات الحبيبات الناعمة.
5. المناطق ذات الغطاء النباتي المحدود على منحدرات التلال.
6. المناطق التي حدث فيها انسيابات أرضية سابقاً، بالاعتماد على أدلة تثبت حدوثها.